# Кензо Охаши
Кензо Охаши (јап. 大橋 謙三; Хирошима, 21. април 1934 — 21. децембар 2015) био је јапански фудбалер.

## Каријера
Током каријере играо је за Yuasa Batteries и Тојо.

## Репрезентација
За репрезентацију Јапана дебитовао је 1958. године.

## Статистика
| Јапан  | Јапан | Јапан |
| Год.   | Ута.  | Гол.  |
| ------ | ----- | ----- |
| 1958   | 1     | 0     |
| Укупно | 1     | 0     |